# Heser
Heser là một chi nhện trong họ Gnaphosidae.